# Acianthera bicornuta
Acianthera bicornuta là một loài phong lan.

## Hình ảnh

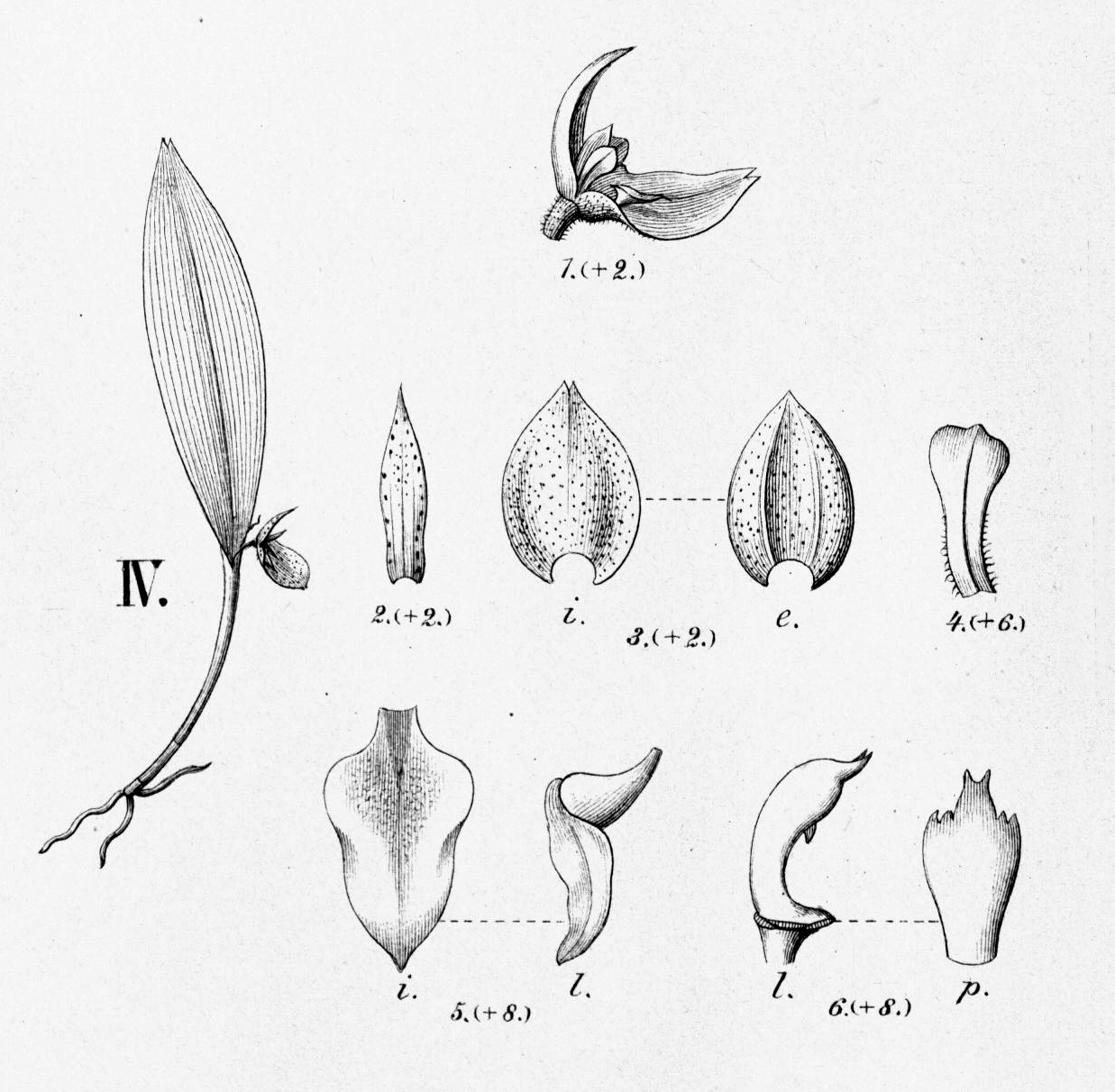
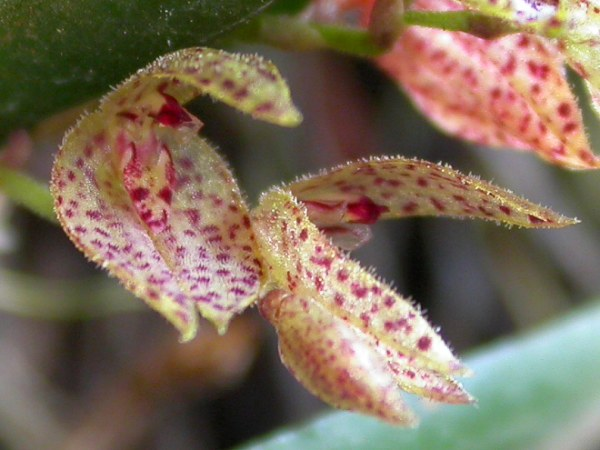
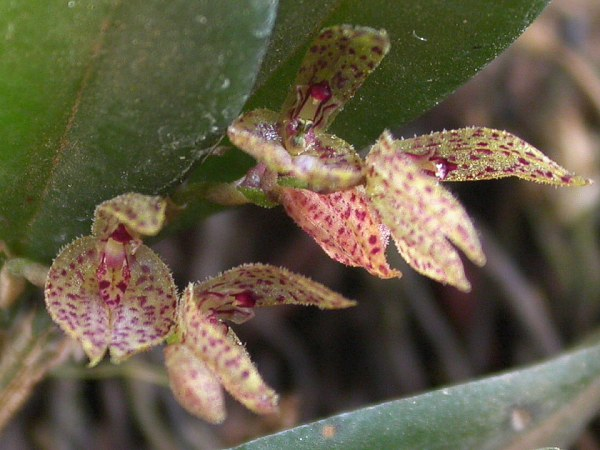
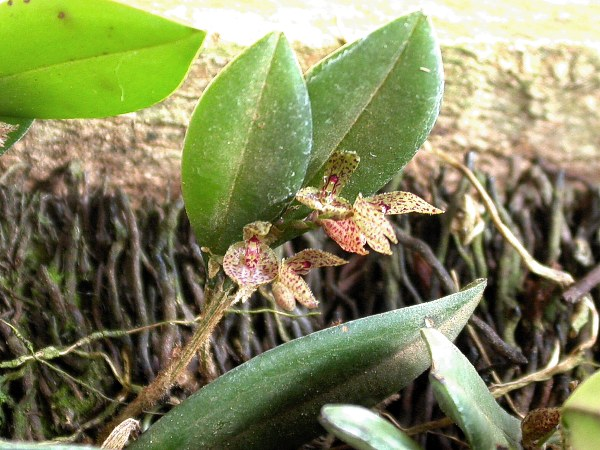